# To Novelletter fra Danmark
To Novelletter fra Danmark er Alexander Kiellands tredje novellesamling fra 1882, der består af novellerne Trofast og Karen. Novellerne blev skrevet efter at Kielland havde tilbragt en tid i Danmark: den første novelle foregår i København, mens den næste foregår i Krarup. Novellerne er en kritik mod borgerskabets hykleri, og mod den behandling som kvinder der bliver gravide uden for ægteskab møder. 

## Trofast
Trofast handler om den rige familie Hansen og deres hund, en granddanois, der hedder Trofast. I denne familie bliver Trofast forgudet, og Trofast bliver familiens overhoved. Vi ser handlingen fra Trofasts synspunkt og han har menneskelige træk. Han tænker og vurderer situationer og lærer at udnytte situationen han er sat i.
Vi møder også en anden familie, den består kun af en mor og to børn. Familien er meget fattig og den hedder også Hansen. Udover disse to familier møder vi en politimand, Frode Hansen.
Mor Hansen fra den fattige familie stjæler dagligt to kurve kul fra den rige familie Hansen, og sælger dem for at skaffe mad til børnene og sig selv. Den rige familie bemærker ikke selv at kullet forsvinder, fordi de har kul nok til flere hundrede tusind tønder. Den rige grosserer Hansen opdager på et tidspunkt at kullet bliver stjålet, da han ser spor i sneen.  Derfor sætter han 'Trofast' til at være vagthund for at passe på kullet. Dette kritiserer kandidat Hansen, da han ser Trofast som et vildt dyr, der vil slå en fattig ihjel for at stjæle kul.
Da mor Hansen kommer for at stjæle kul, som hun altid gør, står Trofast vagt. Trofast bider hende, hvorefter hun bliver sendt til sygehuset, hvor lægerne ikke finder hende værd at helbrede. Dermed dør den fattige mor Hansen. Trofast skammer sig over gerningen og er derudover fornærmet over at familien havde sat ham til at gøre det, hvorefter familien forsøger at undskylde for det frygtelige de havde udsat Trofast for.

## Karen
I denne novelle har man en parallelhandling, der foregår på tre steder, i Krarup kro, i skoven og i vindens rejse. Karen er tjener på Krarup kro og er blevet gravid. Bag kroen ligger en mose, hvor en ræv ligger på lur efter en hare. 
Samtidig kommer vinden vestfra. Den blæser ind gennem portene til en stald, og laver kaos. Den blæser også ind i postvognene, hvor Anders postbud og postmesteren sidder.
Inde i kroen kommer mange bestillinger, der skal holdes orden på, og Karen kommer til at give forkert mad til gæsterne. Herefter forsvinder Karen for at mødes med postmesteren, som hun har et forhold til.
Da Karen vender tilbage, overhører hun en samtale mellem fiskeopkøbere, der taler om postmesterens kone i Lemvig, som Karen ikke kendte noget til. I sin fortvivlelse drukner hun sig selv i mosen. Lyden af hendes drukning forskrækker haren, således at ræven ikke får fat i den. 